# Bizkaia Arena
A Bizkaia Arena é um pavilhão multiuso localizado em Baracaldo, região metropolitana de Bilbao, na província de Biscaia, País Basco, Espanha. É considerado a maior arena coberta de toda a Espanha, com capacidade para 26 000 espectadores  e 18.640 para a maioria dos esportes indoor. Forma parte do Complexo Bilbao Exhibition Centre (BEC), a Feira de Exposições de Bilbao.

## Utilização
O lugar é cenário habitual de partidas de baquetebol, contando com capacidade para esta modalidade de 15.414 espectadores. Desde 2009, é a arena onde o  Bilbao Basket (em 2007 e 2008, utilizou-se em diversas ocasiões para os encontros mas atrativos). O pavilhão foi sede da fase final da Copa do Rei 2010, e uma das sedes do Mundial de Basquetebol 2014. Várias bandas internacionais de música realizaram concertos no Bizkaia Area, incluindo Bryan Adams (2005), The Who (2006), Bruce Springsteen (2007), AC/DC (Black Ice World Tour, 2009), Leonard Cohen (2009), Jonas Brothers (2009), Rammstein (2009)Chuck Berry ou Shakira (2018). O recinto também foi utilizado para outro tipo de espetáculos como ópera, discursos políticos e reuniões religiosas.